# Phlogotettix nigriveinus
Phlogotettix nigriveinus är en insektsart som beskrevs av Li och Dai 2003. Phlogotettix nigriveinus ingår i släktet Phlogotettix och familjen dvärgstritar. Inga underarter finns listade i Catalogue of Life.